# بيوتر أنوخين
بيوتر كوزمتش أنوخين ((الروسية: Пётр Кузьми́ч Ано́хин)) (1898 – 1974) هو عالم روسي في الأحياء واختصاصي في علم الفيزيولوجيا، وهو مؤلف كتاب نظرية النظم الوظيفية وصاحب مفهوم تكون الأنظمة. كما قدم إسهامات هامة في السبرانية وعلم النفس الفسيولوجي. وقد تم نشر فكرته الرائدة حول التغذية الراجعة في عام 1935.

## نظرة عامة
ولد أنوخين في روسيا في عام 1898. ودرس الفسيولوجيا العصبية وحصل على درجة الدكتوراه في الطب. وكان من رجال أكاديمية علوم الطب في الاتحاد السوفيتي وعضو أكاديمية العلوم بالاتحاد السوفيتي. وهو أحد مؤسسي معهد علم النفس في الاتحاد السوفيتي ومختبر فسيولوجيا الأعصاب للتدريب.
وفي تسعينيات القرن العشرين، بدأ عمله الأكاديمي تحت إشراف ايفان بافلوف, الحائز على جائزة نوبل في علم النفس أو الطب في عام 1904. كما وضع مفهوم التغذية الراجعة الذي نشر في 1935. بالإضافة إلى ذلك، فقد "شرح بالتفصيل نظرية النظم الوظيفية (FS) والتي ربطت بين الآليات العصبية النفسية الدقيقة والنشاط المتكامل للفرد. وكانت نظرية النظم الوظيفية تعتبر “جسرًا منهجيًا” بين علم النفس والفيزلوجيا".

## الإصدارات
أهم أعمال أنوخين:
- 1935, مشكلة المركز في فسيولوجيا النشاط العصبي, جوركي، 9-70.
- 1937, النظام الوظيفي كأساس لتكامل العملية العصبية خلال مرحلة التطور الجنيني. مؤتمر الاتحاد لعلماء الفسيولوجيا والكيمياء الحيوية، تبليسي (الصفحات 148-156)
- 1940, مشكلة تحديد الموضع من وجهة نظر الأفكار النظامية فيما يتعلق بالوظائف العصبية. J.Neoropath.exp.Neorol.,9, 31-44.
- 1949, رد الفعل المنعكس والنظام الوظيفي كعامل من عوامل التكامل النفسي Fiziol.Zh.(Moskow), 35, 491-503.
- 1958, التثبيط في العالم كمشكلة فسيولوجية, موسكو, ميدجيز.
- 1961,  مفهوم جديد للبنية الفسيولوجية الناتجة عن رد الفعل المنعكس المشروط. آليات الدماغ والتعلم, أوكسفورد, بلاكويل (الصفحات 189–229)
- 1963أ, تحليل منهجي للمشكلات الأساسية في رد الفعل المنعكس المشروط, المشكلات النفسية لفسيولوجيا النشاط العصبي الأعلى، موسكو, أكاديمية العلوم بالاتحاد السوفييتي (الصفحات 156-214)
- 1963ب، تكوين الأنظمة كمنظم عام لتطور المخ, بحث حول التقدم في الدماغ, مجلد 9, المخ المتطور, أمستردام, إلسفير (الصفحات 54–86).
- 1968, العوامل البيولوجية والفسيولوجية العصبية لرد الفعل المنعكس المشروط
- 1973, العوامل البيولوجية والفسيولوجية العصبية لرد الفعل المنعكس المشروط ودوره في السلوك التكيفي, إلسفير, ص 592.
- 1974, العوامل البيولوجية والفسيولوجية العصبية لرد الفعل المنعكس المشروط ودوره في السلوك التكيفي. أوكسفورد: بيرجامون,1974
- 1975, مقالات حول فسيولوجيا النظم الوظيفية
- 1977, بي. ك. أنوخين وكيرا ف. شوليكينا, تنظيم السلوك الغذائي لدى حديثي الولادة والقطط الصغيرة, علم النفس التطوري، 10(5)385-419(1977)
- 1978, العوامل الفلسفية لنظرية النظم الوظيفية.
- 1998, علم سبرانية النظم الوظيفية: أعمال مختارة (Кибернетика функциональных систем), موسكو, مجلة الطب, ص 400., (باللغة الروسية)

## وصلات خارجية
- Who is who in Russian psychology